# Flufenazin
Flufenazin je tipični antipsihotik koji se koristi za tretman psihoza kao što su šizofrenija, manična faza bipolarnog poremećaja, agitacija, i demencija. On pripada piperazinskoj klasi fenotiazina. Mehanizam dejstva leka nije potpuno poznat. Ovaj lek može da pomogne u kontroli simptoma tako što blokira ili umanjuje dejstvo dopamina na mozak. Nivo dopamina može da bude povišen kod ljudi obolelih od šizofrenije i drugih psihoza.
Nuspojave ovog leka su slične sa haloperidolom, naime predominantno proizvodi efekte blokiranja dopamina, te može da dođe do akatizije, parkinsonizma, i tremora. Dugotrajne nuspojave uključuju potencijalno nepovratnu tardivnu diskineziju i potencijalno fatalni neuroleptički maligni sindrom.

## Hemija
Flufenazin (4-[3-[2-(trifluorometil)fenotiazin-10-il]propil]-1-piperazinetanol) se sintetiše koji su slični pripremi trifluoperazina i srodnih antipsihotika.
Alkilacijom 2-trifluorometilfenotiazina koristeći 4-formil-1-piperazinilpropilhlorid u prisustvu natrijum amida formira se 2-trifluorometil-10-[3-(4-formil-1-piperazinil)propil]fenotiazin. Dalja alkalna hidroliza uklanja N-formil grupu, dajući 2-trifluorometil-10-[3-(1-piperazinil)propil]fenotiazin. On se alkiluje 2-bromoetanol-1 acetatom, i nakon dalje kisele hidrolize uklanja se zaštitna acetilna grupa, dajući flufenazin.

## Spoljašnje veze
- [http://www.drugguide.com/monograph_library/psychotropic_drugs/fluphenazine.htm
- [http://www.biam2.org/www/Sub3234.html

|  | Molimo Vas, obratite pažnju na važno upozorenje u vezi sa temama iz oblasti medicine (zdravlja). |